# Parasemia japonica
Parasemia japonica är en fjärilsart som beskrevs av Inoue 1956. Parasemia japonica ingår i släktet Parasemia och familjen björnspinnare. Inga underarter finns listade i Catalogue of Life.